# الحرب الإنجليزية الأفغانية الثانية
الحرب الإنجليزية الأفغانية الثانية (بالبشتوية: د افغان-انګرېز دويمه جګړه؛ بالإنجليزية: Second Anglo-Afghan War) هي صراع عسكري جرى بين الراج البريطاني وإمارة أفغانستان من عام 1878 حتى عام 1880، عندما كان شير علي خان من سلالة باراكازي يحكم إمارة أفغانستان، وهو ابن الأمير دوست محمد خان. كانت الحرب جزءًا من اللعبة الكبرى بين الإمبراطوريتين البريطانية والروسية.
قُسمت الحرب إلى حملتين؛ بدأت الأولى في نوفمبر عام 1878 بالغزو البريطاني لأفغانستان. انتصر البريطانيون بسرعة وأجبروا الأمير شير علي خان على الهروب. التمس محمد يعقوب خان، خليفة علي خان، السلام مباشرةً ووقع على معاهدة غانداماك في السادس والعشرين من مايو 1879. أرسل البريطانيون مبعوثًا ومهمة قادها السير لويس كافاغناري إلى كابول لكن في الثالث من سبتمبر ارتُكبت مذبحة بحق البعثة وأشعل أيوب خان جذوة الحرب مرةً أخرى ما أدى إلى تنازل يعقوب عن السلطة.
انتهت الحملة الثانية في سبتمبر 1880عندما هزم البريطانيون بصورة ساحقة أيوب خان خارج قندهار. اختار البريطانيون أميرًا جديدًا هو عبد الرحمن خان الذي صدّق وأكد على معاهدة غاندماك مرةً أخرى. عندما انسحب الجنود البريطانيون والهنود، وافق الأفغان على أن يتولى البريطانيون كل أهدافهم الجيوسياسية، إضافةً إلى إنشاء عازل بين الراج البريطاني والإمبراطورية الروسية.

## خلفية عن الحرب
بعد انتهاء التوتر بين روسيا وبريطانيا في أوروبا بانعقاد كونجرس برلين في يونيو 1878، حوّلت روسيا تركيزها إلى آسيا الوسطى. في الصيف ذاته من ذلك العام، أرسلت روسيا بعثةً دبلوماسية دون دعوة الأفغان إلى كابول. حاول شير علي خان، أمير أفغانستان، جاهدًا لإخراجهم ولكن دون جدوى. وصل المبعوثون الروس إلى كابول في الثاني والعشرين من يوليو 1878، وفي الرابع عشر من أغسطس، طالب البريطانيون شير علي بقبول البعثة البريطانية هي الأخرى.
لم يقبل الأمير باستقبال البعثة البريطانية بقيادة نيفيل باولز شامبرلين فقط بل هدد بإيقافها إذا ما أرسِلت. طلب اللورد ليتون، الحاكم الاستعماري الهند، بعثةً دبلوماسية لإرسالها إلى كابول في سبتمبر 1878، لكن المهمة ردت على أعقابها عندما اقتربت من المدخل الشرقي لممر خيبير، ما أدى إلى إطلاق شرارة الحرب الإنجليزية الأفغانية الثانية.

## الحرب

### المرحلة الأولى
بدأت المرحلة الأولى في نوفمبر 1878، عندما وُزعت قوة بريطانية قوامها 50 ألف مقاتل، معظمهم من الهنود، إلى ثلاث مجموعات عسكرية، ودخلت تلك القوة أفغانستان من ثلاث محاور. عنى النصر البريطاني في معركة علي مسجد ومعركة بيوار كوتال أن الاقتراب نحو كابول تُرك، افتراضًا، دون دفاع من القوات الأفغانية.
حاول شير علي المتيقظ بشخصه التلمس عند القيصر الروسي للمساعدة، لكن إصرار الروس كان أن شير علي يجب أن يسعى إلى شروط الاستسلام من البريطانيين. عاد شير علي إلى مزار شريف، حيث مات في الحادي والعشرين من فبراير 1879.

### المعاهدة
عندما احتلت القوات البريطانية جزءًا من البلاد، وقّع محمد يعقوب خان، ابن شير علي وخليفته، معاهدة غاندماك في مايو 1879 لمنع الغزو البريطاني لبقية البلاد. وفقًا لذلك الاتفاق ومقابل معونة سنوية وضمانات مبهمة للمساعدة في حال وقع اعتداء خارجي، تخلى يعقوب خان عن التحكم بالشؤون الخارجية الأفغانية لصالح بريطانيا. عُيّن الممثلون البريطانيون في كابول وأنحاء أخرى من البلاد، وتوسعت السيطرة البريطانية إلى ممرات خيبير وميشني، وتنازل الأفغان عن عدة مقاطعات في الشمال الغربي إضافة إلى كويتا لصالح بريطانيا. انسحب بعد ذلك الجيش البريطاني.
ومع ذلك، في الثالث من سبتمبر 1879 أدت ثورة في كابول إلى ذبح السير لويس كافاغناري، الممثل البريطاني، إضافةً لحراسه وموظفيه، ما أشعل المرحلة الثانية من الحرب الأفغانية الثانية.